# Belcastel (Tarn)
Belcastel település Franciaországban, Tarn megyében. Lakói magukat "belcastelois"-nak, azaz belcastelinek hívják. A település tagja a Tarn Agout önkormányzati közösségnek.

## Geográfia
Belcastel Toulouse városi körzetéhez tartozó község. Belcastel Verfeil, Bannières, Lavaur, Montcabrier, Teulat és Viviers-lès-Lavaur községekkel határos. A község területe 10,81 km2, tengerszint feletti magassága 173 és 271 méter között változik.
A Girou folyócska mellékága, a Nadalou folyik a közelében, melynek egy része a Briax mesterséges tározóban duzzad tóvá.

## Népesség
Lakosainak száma 226 fő (2022. január 1.).
A település népességének változása:
| Lakosok száma | 196  | 212  | 221  | 238  | 237  | 242  | 244  | 246  | 236  | 226  |
|               | 2010 | 2013 | 2015 | 2016 | 2017 | 2018 | 2019 | 2020 | 2021 | 2022 |

## Nevezetességek
- XII. századi Sainte-Étienne erődtemplom a község központjában, melynek homokkőből épült harangtornya 22 méterre magasodik.[5]

## Képek
- főutca
- községháza
- erődtemplom
- templomtorony
- templomkapu